# Ansistaria unicolor
Espèce
Synonymes
- Mystaria unicolor Simon, 1895

Ansistaria unicolor est une espèce d'araignées aranéomorphes de la famille des Thomisidae.

## Distribution
Cette espèce se rencontre en Sierra Leone, en Côte d'Ivoire et au Congo-Kinshasa.

## Description
La femelle holotype mesure 3 mm.
Les femelles mesurent de 3,46 à 5,21 mm.

## Systématique et taxinomie
Cette espèce a été décrite sous le protonyme Mystaria unicolor par Simon en 1895. Elle est placée dans le genre Leroya par Lewis et Dippenaar-Schoeman en 2014. Leroya Lewis & Dippenaar-Schoeman, 2014 étant préoccupé par Leroya Grandidier, 1887, il a été remplacé par Ansistaria par Sherwood en 2022.

## Publication originale
- Simon, 1895 : Histoire naturelle des araignées. Paris, vol. 1, p. 761-1084 (texte intégral).